# Michel Delamar
Michel Delamar est un universitaire français, spécialiste en chimie, né le 10 décembre 1947 à Paris. Il dirige l'université Paris VII de 1997 à 2002.

## Formation
Après un baccalauréat mathématiques élémentaires, puis un passage par des classes préparatoires, il intègre l'École supérieure de physique et de chimie industrielles de la ville de Paris (86e promotion). Il y obtient un DEA de chimie analytique et un diplôme d'ingénieur ESPCI (chimiste) en 1971. Il poursuit sa formation par une thèse de docteur-Ingénieur dans le laboratoire du Professeur Gaston Charlot dans cette même école.

## Carrière

### Carrière universitaire
Il commence sa carrière universitaire en travaillant sur contrats au Laboratoire du Professeur Jacques-Émile Dubois à l'Université Paris VII. Il passe ensuite au rang d'assistant à l'université de Picardie en 1979, puis à celui de maître de conférences à Paris VII en 1987, puis à celui de professeur des universités en 1990.
Ses activités dans l'enseignement s'étendent du 1er au 3e cycle. Il s'implique dans la mise en place de l'université de Marne-la-Vallée, création que porte Paris VII en 1992 dans le cadre de la mise en place d'universités nouvelles, mais aussi dans la création d'un DEA en 1992.
Au sein de Paris VII, il s'investit dans différentes tâches administratives : au conseil de laboratoire, au conseil de l'UFR de chimie, au conseil d'administration de l’université, ainsi que comme président de la commission des moyens de l’université.

### Activités de recherche
Ses activités de recherche évoluent l'électrochimie analytique initialement, à l'électropolymérisation, puis à l'analyse des surfaces et interfaces avant qu'il ne soutiennent sa thèse de Doctorat d'État. Il étudie ainsi les couches minces, polymères conducteurs, les problèmes d'adhésion, de corrosion, de greffage de molécules sur des surfaces variées, pour des applications diverses. Il poursuit ces recherches depuis 1974 dans le laboratoire ITODYS ( « Interfaces, Traitements, Organisation et Dynamique des Systèmes » ) dont il devient par la suite directeur. Ces travaux servent de base à la publication de quelque 130 articles.

### Présidence de Paris 7
Fin 1996, il décide de se porter candidat à la présidence de l'université, et est élu en février 1997 comme 7e président de cet établissement. Il participe à plusieurs projets importants de l'histoire de l'université, dont la validation du projet de déménagement de l'université du campus de Jussieu, qu'elle partage avec Paris 6, vers un nouveau site rive gauche. Les quatre concours d'architecture portant sur les quatre premiers bâtiments du projet sont ainsi arrêtés sous sa présidence. Il gère par ailleurs les questions de sécurité posées par le campus de Jussieu, dont celui du désamiantage du campus, et ceux de prévention des incendies. 
Des projets relatifs au développement de la recherche au sein de l'université sont aussi menés sous sa présidence, dont certains de grandes ampleurs en physique ou en informatique, ou centré autour d'équipes de tailles plus réduites en lettres et en sciences humaines. Les écoles doctorales sont par ailleurs généralisées au sein de l'établissement pour la formation des étudiants de 3e cycle, et des structures comme l'Institut de la Pensée contemporaine sont mis en chantier.
Il est de nouveau candidat au Conseil d'Administration de l'Université Paris Diderot en mars 2014, à la tête de la liste d'opposition "Ensemble pour d'autres possibles".